# Onthophagus ophtalmicus
Onthophagus ophtalmicus är en skalbaggsart som beskrevs av Frey 1958. Onthophagus ophtalmicus ingår i släktet Onthophagus och familjen bladhorningar. Inga underarter finns listade i Catalogue of Life.